# Бейльштейн, Фёдор Фёдорович
Фёдор Фёдорович (Фридрих Конрад) Бейльште́йн (нем. Friedrich Konrad Beilstein; 5 [17] февраля 1838, Санкт-Петербург — 5 [18] октября 1906, там же) — русский химик-органик, специалист по химии ароматических соединений, первый издатель широко известного справочника по органической химии («Справочник Бейльштейна»); академик (1896).

## Биография
Родился 5 (17) февраля 1838 года в Санкт-Петербурге первым из семи братьев и сестёр в семье купца и портного Карла Фридриха Бейльштейна (Karl Friedrich Beilstein) (1809—1865) и его жены Катарины Маргарет, урождённой Руч (1818—1883) (Katharina Margarete Rutsch). Дед Бейльштейна переселился в Россию из Дармштадта (ныне земля Гессен).
Окончив курс гимназии в Главном немецком училищe при лютеранской церкви Святого Петра (Петришуле) в 1852 году, Бейльштейн отправился в Гейдельбергский университет, где в 1853—1854 и 1856 году изучал химию под руководством Р. В. Бунзена. В 1855 году слушал лекции Ю. Либиха в Мюнхенском университете, а в 1856 году, работая у профессора Ф. Жолли, опубликовал первую свою работу о диффузии жидкостей, давшую ему, ещё в восемнадцатилетнем возрасте, известность в учёном мире.
В 1857—1858 годах изучал химию под руководством Ф. Вёлера в Гёттингенском университете, где в феврале 1858 года защитил диссертацию «О мурексиде» и получил степень доктора философии. В 1858—1859 годах совершенствовал образование в Высшей медицинской школе Сорбонны в Париже у Ш. А. Вюрца и Ш. Фриделя. В 1859 году Бейльштейн работал в университете Бреслау, в 1860—1866 — в Гёттингенском университете (с 1865 года — экстраординарный профессор). Кроме того, он стал редактором журнала «Zeitschrift für anorganische und allgemeine Chemie».
В 1865 году был приглашён в Петербургский технологический институт; с 1866 года возглавлял в ней химическую лабораторию. В 1866 году по приглашению А. М. Бутлерова занял профессорскую кафедру в Петербургском университете. Также читал лекции по химии в Николаевской инженерной академии. В 1876 году стал лауреатом Ломоносовской премии. С 3 декабря 1883 года — член-корреспондент, а с 13 декабря 1886 года — академик Петербургской Академии наук.
В 1867 году Бейльштейн принял российское подданство. Он никогда не был женат, однако имел внебрачную дочь Александру (род. 7 июля 1884 года). Её мать — Ольга Фёдоровна Нельговская, дочь действительного статского советника. Бейльштейн официально удочерил Александру и передал ей фамилию и привилегии. Александра Фёдоровна Бейльштейн была замужем за киевским предпринимателем и коннозаводчиком Л. П. Родзянко, двоюродным братом М. В. Родзянко.
Наряду с научной работой серьёзно увлекался музыкой, был хорошим пианистом, собрал прекрасную нотную библиотеку. Президент Петербургского общества любителей камерной музыки, участник музыкальных вечеров, которые организовывал известный меценат М. П. Беляев. Много путешествовал по России и Европе.
Умер от инсульта 18 (31) октября 1906 года в Санкт-Петербурге в своей квартире на Васильевском острове, которую ему предоставила в распоряжение Академия наук, и был похоронен на Волковском лютеранском кладбище (уч. 24).

## Научная работа

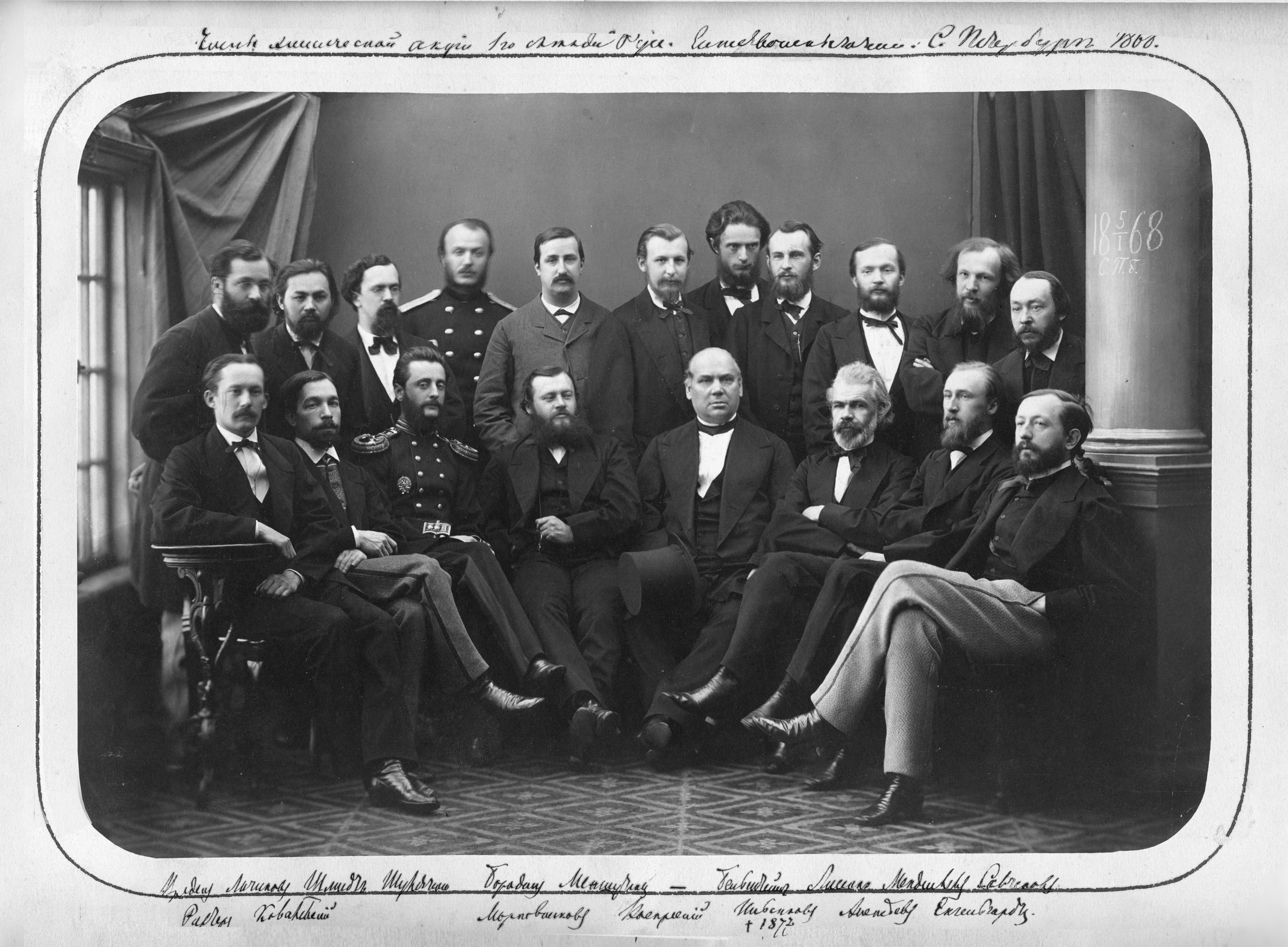
Основатели Русского химического общества (1868).
Ф. Бейльштейн стоит четвёртым справа

Основной областью исследований Бейльштейна являлась органическая химия, прежде всего химия ароматических соединений.
В 1864 году он опроверг предположение Г. Кольбе о существовании изомера бензойной кислоты, т. н. салиловой кислоты. Эта работа послужила одним из основных доказательств невозможности существования более одного однозамещенного бензола, что значительно поспособствовало укреплению «осцилляционной» теории строения ароматических соединений А. Кекуле.
В 1866 году вместе с А. И. Курбатовым он установил правило хлорирования ароматических соединений: на холоду — в ядро, при нагревании — в боковую цепь. В том же году сформулировал правило Бейльштейна: если оба заместителя в ароматическом кольце принадлежат к одному и тому же типу, то преобладающее направление замещения определяется тем из них, влияние которого сильнее. Синтезировал орто- и мета-толуидины (1870—1871), орто-нитрокоричную, орто-нитробензойную и антраниловую кислоты (1872).
В 1872 году Бейльштейн предложил высокочувствительную реакцию открытия галогенов в органических соединениях прокаливанием их на медной проволоке в пламени газовой горелки (т. н. проба Бейльштейна).

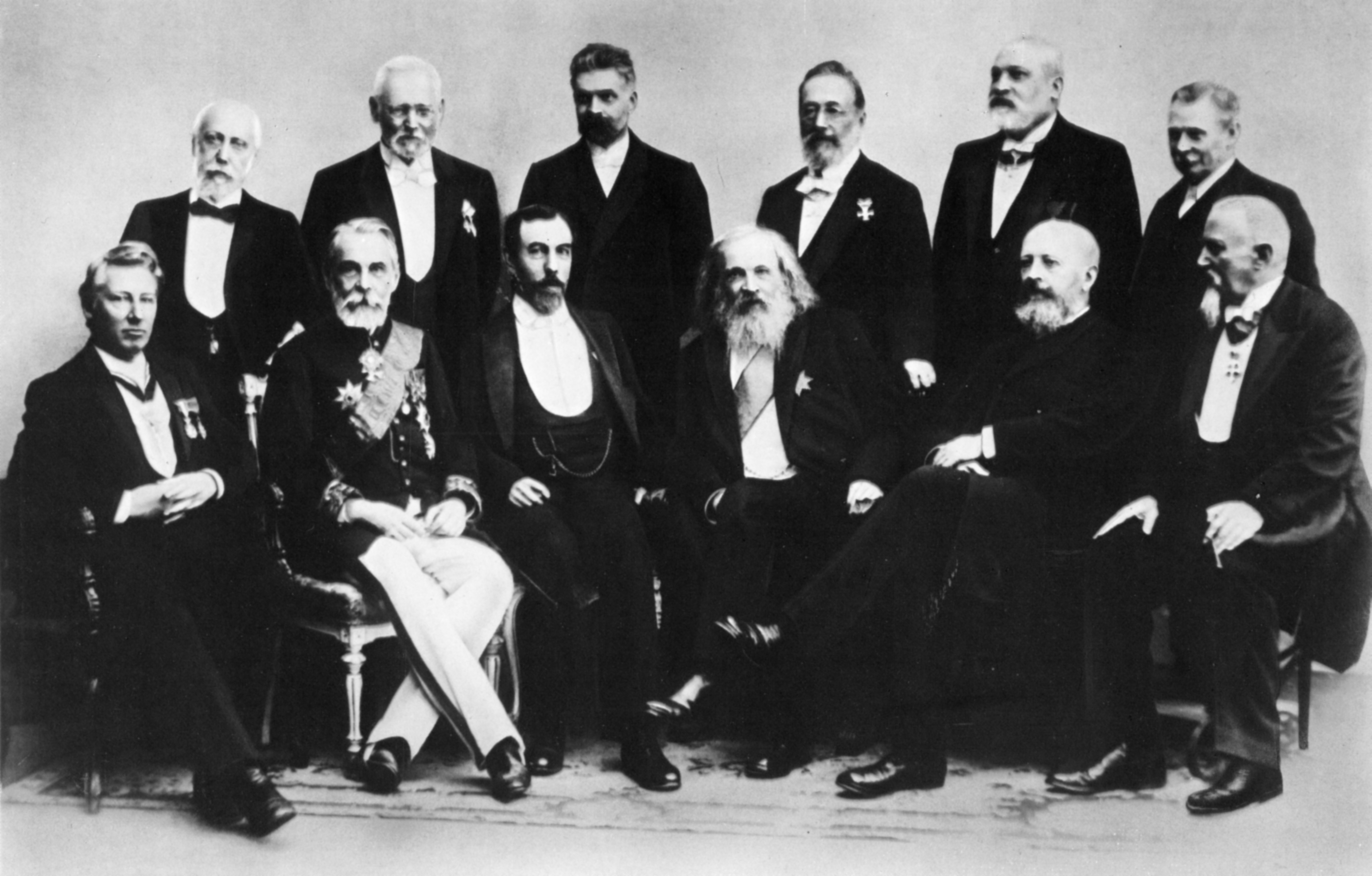
200-й юбилей Берлинской Академии (1900). Слева направо стоят: А. Ланденбург, С. Иоргенсон, Э. Гельд, Г. Ландольт, К. Винклер, Т. Торпе, — сидят: Я. Вант-Гофф, Ф. Ф. Бейльштейн, У. Рамзай, Д. И. Менделеев, А. Байер, А. Косса

Одной из важнейших работ Бейльштейна стало исследование кавказской нефти, показавшее, что она существенно отличается по составу от американской: содержит много гидрогенизованных ароматических углеводородов, в то время как американская нефть содержит по преимуществу предельные углеводороды. Бейльштейном выполнено также немало работ по аналитической химии, в особенности по применению электролиза к количественному отделению металлов друг от друга. Автор «Руководства к качественному химическому анализу» (1867), выдержавшего множество изданий.
Общительный характер Бейльштейна, его активная жизнь и блестящие знания иностранных языков способствовали международным контактам. Ещё во время своей учёбы в Гейдельберге, Мюнхене и Гёттингене он познакомился со многими химиками из западноевропейских стран. В то время он довольно тесно подружился с Августом Кекуле, Эмилем Эрленмейером, Лотаром Майером, Адольфом Байером, Станислао Канниццаро, Шарлем Фриделем и другими. Отношения с ними он потом активно поддерживал.
Бейльштейн был членом многих русских и зарубежных научных обществ и был отмечен многими наградами. Своё самoe первoe признаниe он получил в 1862 году, когда был избран член-корреспондентом Горыгорецкой земледельческой академии. Два года спустя он был избран асессором Королевского научного общества в Гёттингене.
Бейльштейн стал одним из основателей Русского химического общества, основанного в 1868 году в Санкт-Петербурге. Совместно с другими русскими химиками он трудился над составлением устава общества. На первом собрании общества 26 октября 1868 года кандидатура Бейльштейнa былa предложенa на пост председателя, однако выбран был Н. Н. Зинин, который до 1878 года оставался бессменным его председателем. Бейльштейн был активным членом общества и публиковал свои работы в «Журнале Русского химического общества».
В 1867 году Бейльштейн стал членом Императорского Технического общества. Долгое время он был председателем этого общества, а 1888 году был избран его почётным членом.
Член-корреспондент Прусской Aкадемии наук в Берлине (1888), Гёттингенского Королевского научного общества (1880), Королевской Aкадемии в Уппсале (1899), почётный член Лондонского (1883) и Немецкого (1897) химических обществ, Общества естествоиспытателей Киевского университета (1894), Физического общества во Франкфурте-на-Майне (1896), Парижского (1879) и Филадельфийского (1893) медицинских обществ и др.

## Справочник по органической химии

Первый том 2-го издания справочника Бейльштейна

Ещё в Гёттингене Бейльштейн начал собирать систематические сведения о всех известных на то время органических соединениях, что, в конечном итоге, сделало его основателем и первым редактором многотомного «Справочника по органической химии» («Handbuch der organischen Chemie»).
Первое издание справочника на немецком языке, подготовленное Бейльштейном в одиночку в бытность его профессором Петербургского технологического института, появилось в Лейпциге в 1881 году в двух томах: на 2200 страницах оно содержало информацию о 1500 соединениях. Справочник Бейльштейна был высоко оценён химиками как в России, так и в Западной Европе, став настольной книгой для каждого химика. В разговорной речи справочник часто называют просто «Бейльштейн».
Второе издание, начавшее выходить в 1886 году, включало три тома большего размера, чем первое. Третье издание было начато в 1893 году в виде четырёх громоздких томов (74 тыс. органических соединений на 6844 страницах). Оно было закончено в 1899 году и позже дополнено пятью томами приложений, подготовленными редакцией Немецкого химического общества, которому Бейльштейн передал права на издание.
Справочник продолжал издаваться и после смерти Бейльштейна; впоследствии для его издания во Франкфурте-на-Майне в 1951 году Обществом Макса Планка был создан специальный «Институт Бейльштейна по литературе органической химии». В 1999 году институт был переименован в «Институт Бейльштейнa для содействия развитию химических наук».
Последнее, четвёртое, издание справочника, выходившее с 1918 по 1998 год, включает 503 тома (более 440 тысяч страниц). Справочник состоит из основной серии (31 том, 1918—1940), включающей сведения о 144 тыс. соединений и охватывающей литературу по 1910 год, и шести дополнительных (на немецком и английском языках).
В настоящее время справочник представляет собой электронную базу данных, права на которую принадлежат компании Elsevier.

## Избрание в Академию наук
В 1881—1882 гг. Бейльштейн принял участие в выборах в Императорскую Санкт-Петербургскую Академию наук на место ординарного академика «по технологии и прикладной химии, приспособленной к искусствам и ремеслам», освободившееся после смерти Н. Н. Зинина, что в итоге вылилось в очень сложную и запутанную историю, связанную со многими конфликтами и вышедшую далеко за пределы академических рамок. Притом кандидат не был даже членом-корреспондентом Академии. Сам факт выдвижения 22 декабря 1881 года на заседании Физико-математического отделения кандидатуры Бейльштейна т. н. «немецкой партией» (Г. И. Вильд, Г. П. Гельмерсен, А. И. Шренк, А. Н. Савич и А. В. Гадолин) вызвал серьёзные возражения многих известных химиков. В частности, акад. А. М. Бутлеров отмечал:

Без сомнения, и после устранения неточностей и преувеличений, допущенных в представлении гг. академиками, его подписавшими, за г. Бейльштейном остается немало действительных научных заслуг; но заслуги эти принадлежат не прикладной химии: они преимущественно заключаются в терпеливой и удачной детальной разработке фактических подробностей, путь к которой был намечен теоретическими воззрениями Кекуле и некоторых других. В самом создании этих воззрений г. Бейльштейн участия не принимал; г. Бейльштейна нельзя считать научным мыслителем, прибавившим какой-либо свой оригинальный вклад в научное сознание... предпочтительный выбор г. Бейльштейна в Академию был бы несправедливым унижением двух других, более заслуженных русских химиков... Бейльштейн бесспорно заслуженный трудолюбивый учёный, но отдавать ему в каком-либо отношении первенство перед всеми другими русскими химиками могут только лица, не имеющие ясного понятия о том, как и чем меряются в химии учёные заслуги… — Бутлеров А. М. Научная и педагогическая деятельность. Сборник документов. - М., 1961
Конкурентом Бейльштейна на выборах был Д. И. Менделеев, поддерживаемый патриотически настроенными кругами общества  (и это была уже его вторая попытка избраться академиком). Бейльштейн с большим преимуществом победил, получив на собрании Физико-математического отделения 12 голосов против четырёх за Менделеева. Данный факт вызвал громкий общественный скандал, обиду Менделеева, письма протеста и сочувствия, обвинения в «засилии немцев» в русской науке и т. п.
Интересно, что разъясняя Академии в январе 1882 года свой энергичный протест против кандидатуры Бейльштейна, Бутлеров отмечает:

Значение научных заслуг Ф. Ф. Бейльштейна я признаю вполне и даже имел случай заявить ему лично… мое мнение, что если бы Академия наша располагала, подобно Парижской, многими местами по химии, то ему, г-ну Бейльштейну, могло бы найтись в ней место вместе с профессорами Менделеевым, Бекетовым и другими заслуженными русскими химиками.— Бутлеров А. М. Сочинения: В 3 т. М., 1958.
5 марта 1882 года Общее собрание Академии не утвердило избрания Бейльштейна, забаллотировав со счетом 17 — «за» и 10 — «против», ему не хватило одного голоса. В 1883 году Бейльштейн был избран членом-корреспондентом, и только в октябре 1886 года, после смерти Бутлерова, он стал ординарным академиком.

## Примечательные факты
- В память об основателях известных справочников в области химии – Фридрихе Бейльштейне и Леопольде Гмелине Немецкое химическое общество с 1954 года ежегодно вручает памятную медаль Гмелина–Бейльштейна за особые заслуги в истории химии, химической литературы и информации[4].
- Фамилия Бейльштейна и его справочник становятся ключом к раскрытию преступления в рассказе американского фантаста и популяризатора науки Айзека Азимова «Что в имени?»